# Three Came Home
Three Came Home is een Amerikaanse oorlogsfilm uit 1950 onder regie van Jean Negulesco. Het scenario is gebaseerd op het gelijknamige boek van de Amerikaanse auteur Agnes Newton Keith. Destijds werd de film in Nederland uitgebracht onder de titel Vrouwenkamp Borneo.

## Verhaal
De Amerikaanse schrijfster Agnes Newton Keith woont met haar Britse man op Borneo. Tijdens de oorlog wordt ze door de Japanse bezetter gevangengenomen. Ze komt samen met haar zoontje terecht in een krijgsgevangenkamp.

## Rolverdeling

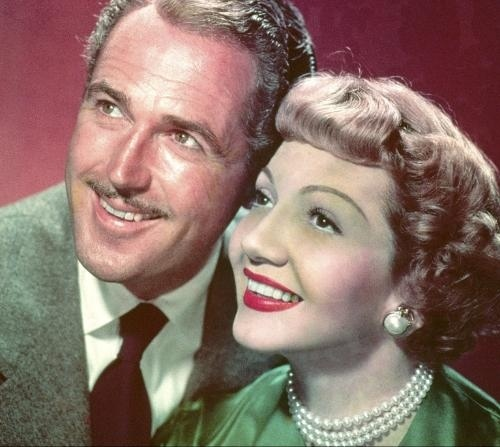
Claudette Colbert en Patrich Knowles in Three Came Home

| Acteur            | Personage          |
| ----------------- | ------------------ |
| Claudette Colbert | Agnes Newton Keith |
| Patric Knowles    | Harry Keith        |
| Florence Desmond  | Betty Sommers      |
| Sessue Hayakawa   | Kolonel Suga       |
| Sylvia Andrew     | Henrietta          |
| Mark Keuning      | George Keith       |
| Phyllis Morris    | Zuster Rose        |
| Howard Chuman     | Luitenant Nekata   |